# Cantone di Istres-Sud
Il Cantone di Istres-Sud era una divisione amministrativa dell'arrondissement di Istres.
A seguito della riforma approvata con decreto del 18 febbraio 2014, che ha avuto attuazione dopo le elezioni dipartimentali del 2015, è stato soppresso.

## Composizione
Comprendeva parte della città di Istres e i comuni di:
- Fos-sur-Mer
- Saint-Mitre-les-Remparts